# Коупавогюр (футбольный клуб)
Ко́упавогюр (исл. Knattspyrnudeild HK) — исландский футбольный клуб из Коупавогюра, выступающий в Избранной лиге.
26 января 1970 года в Коупавогюре был основан гандбольный клуб «Коупавогюр» (исл. Handknattleiksfélag Kópavogs). В 1992 году на базе клуба формируется одноимённая футбольная команда, которая пятнадцать лет спустя пробилась в элитный дивизион исландского футбола.
В девяностых годах «Коупавогюр» выступал в низших лигах страны и не имел на своём счету сколько-нибудь значимых достижений. Первые успехи стали приходить к команде уже в новом веке, когда она трижды выходила в четвертьфинал Кубка Исландии, а в 2007 году впервые выступила в Избранной лиге. Два сезона подряд — в 2007 и в 2008 годах — команда занимала предпоследнее место в чемпионате, однако в первом случае сохранила прописку в высшем дивизионе, поскольку Избранная лига расширялась с десяти до двенадцати команд. Второй заход в элиту национального футбола красно-белые совершили в 2019 году. Впервые клуб смог по спортивному принципу избежать вылета в Первую лигу, заняв девятое место в чемпионате.
За время своего существования «Коупавогюр» заработал репутацию полигона для воспитания молодых талантов. В структуре клуба получали футбольное образование многие игроки, в дальнейшем представлявшие клубы топовых европейских чемпионатов и национальную сборную своей страны. В частности, Колбейнн Сигторссон, Рунар Мар Сигурьонссон, Хольмар Эйольфссон и Рюрик Гисласон представляли Исландию в финальных стадиях чемпионата Европы 2016 и чемпионата мира 2018.

## История выступлений
| Сезон | Дивизион | Место | Кубок         |
| ----- | -------- | ----- | ------------- |
| 1992  | 3        | ?     | 1/32          |
| 1993  | 3        | ?,    | 1/8           |
| 1994  | 2        | 6-е   | 1/32          |
| 1995  | 2        | 9-е,  | 1/16          |
| 1996  | 3        | ?     | 1/32          |
| 1997  | 3        | ?,    | 1/16          |
| 1998  | 2        | 10-е, | 1/32          |
| 1999  | 3        | 7-е   | 1/16          |
| 2000  | 3        | 9-е,  | 1/16          |
| 2001  | 4        | 1-е,  | 1/64          |
| 2002  | 3        | 1-е,  | 1/32          |
| 2003  | 2        | 8-е   | 1/16          |
| 2004  | 2        | 3-е   | Полуфинал     |
| 2005  | 2        | 7-е   | Четвертьфинал |
| 2006  | 2        | 2-е,  | 1/16          |
| 2007  | 1        | 9-е   | 1/8           |
| 2008  | 1        | 11-е, | 1/8           |
| 2009  | 2        | 3-е   | Четвертьфинал |

| Сезон | Дивизион | Место | Кубок |
| ----- | -------- | ----- | ----- |
| 2010  | 2        | 8-е   | 1/16  |
| 2011  | 2        | 12-е, | 1/8   |
| 2012  | 3        | 3-е   | 1/32  |
| 2013  | 3        | 1-е,  | 1/16  |
| 2014  | 2        | 6-е   | 1/16  |
| 2015  | 2        | 8-е   | 1/16  |
| 2016  | 2        | 9-е   | 1/16  |
| 2017  | 2        | 4-е   | 1/32  |
| 2018  | 2        | 2-е,  | 1/16  |
| 2019  | 1        | 9-е   | 1/8   |
| 2020  | 1        |       |       |